# Вукашин Мандић
Вукашин Мандић (Вршац, 7. јун 1982) српски је кошаркаш. Игра на позицији крила.

## Каријера
Мандић је поникао у ФМП Железнику, прошао све селекције и стекао афирмацију. Са овим клубом је освојио Јадранску лигу 2004. У лето 2005. је потписао уговор са Црвеном звездом, али га је тренер Шакота пре почетка сезоне отписао. Након тога је сезону почео у Хапоел Галил Елјону где се задржава до краја децембра 2005, да би у јануару 2006. потписао за Пивоварну Лашко. Током сезоне 2006/07. играо је за Свислајон Таково, да би након тога неколико година провео у Грчкој. Играо је за МЕНТ, Ермис Лагкаду и атински АЕК. Током 2011. је играо за кипарски АПОЕЛ, да би у сезони 2012/13. променио чак три тима. Сезону је почео у Асесофту, у јануару 2013. се преселио у кипарски ЕНАД а сезону је завршио у шведској екипи Солна викингс. Од 2013. до 2016. је играо за Куманово.
Мандић је био члан селекције која је на Универзијади 2003. године у Јужној Кореји освојила златну медаљу.

## Успеси

### Клупски
- ФМП:
  - Јадранска лига (1) : 2003/04.

### Репрезентативни
- Универзијада:  2003.